# Полевая гвардия Мозжухина
«Полева́я гва́рдия Мозжу́хина» — советская производственная драма режиссёра Валерия Лонского о трудностях внедрения бригадного подряда в колхозную практику.
Премьера фильма состоялась в мае 1986 года.

## Сюжет
В родное село возвращается Фёдор Мозжухин, много лет работавший на разных стройках по всей стране. В своём колхозе он организовывает подрядное звено работников — поскольку считает, что именно такая форма организации труда помогает повысить ответственность человека перед той землёй, которую он обрабатывает.
После армии в село возвращается и Лёшка Шаронов. За ним увязывается неприметная Люся, с которой у Алексея были ни к чему не обязывающие отношения во время службы — несмотря на то, что дома его ждала красавица Галя. Алексею приходится жениться на Людмиле, но и отношения с Галей возобновляются, казалось бы, сами собой. Вместе со своим другом Юркой Гвоздиком он работает в звене у Мозжухина. Однако требования звеньевого к организации работы кажутся ребятам чрезмерно жёсткими.
В оппозицию к Мозжухину становится крайне консервативный в хозяйстве начальник участка Лошкарёв. Излишняя самостоятельность и неуступчивость бригадира всё больше начинают раздражать и председателя колхоза. Ценой инфаркта Мозжухину, в конце концов, всё же удаётся заслужить уважение, доказать правоту своего метода хозяйствования и найти поддержку у секретаря райкома Макарова. Лёшке Шаронову предстоит разобраться в своей личной жизни, совершить подвиг и стать новым звеньевым подрядного звена.

## В ролях
- Василий Бочкарёв — Фёдор Михайлович Мозжухин
- Андрей Ташков — Лёшка Шаронов
- Эдуард Бочаров — Матвей Григорьевич Шаронов, отец Алексея
- Татьяна Аксюта — Людмила, жена Алексея
- Янина Лисовская — Галя, возлюбленная Алексея
- Борис Щербаков — Василий Потапович Макаров, секретарь райкома КПСС
- Владимир Земляникин — Геннадий Петрович, председатель колхоза
- Владимир Кашпур — Семён Карпович Лошкарёв, начальник участка
- Валентина Панина — Марья, мать Алексея
- Владимир Плотников — Мелешкин, работник звена Мозжухина
- Анатолий Ведёнкин — Иван, работник звена Мозжухина
- Николай Маликов — Прохоров, работник звена Мозжухина
- Василий Маслаков — Юрка Гвоздик, работник звена Мозжухина
- Раиса Рязанова — мать Галины
- Мария Скворцова — Матрёна Степановна
- Роман Хомятов — председатель колхоза, приятель Геннадия Петровича

## Съёмочная группа
- Режиссёр: Валерий Лонской
- Автор сценария: Будимир Метальников
- Оператор: Юрий Невский
- Художник-постановщик: Элеонора Немечек
- Звукооператор: Арнольд Шаргородский
- Композитор: Исаак Шварц
- Оркестр: Государственный симфонический оркестр кинематографии
- Дирижёр: Эмин Хачатурян

## Интересные факты
- Фильм снимался в Белгородской области, в титры помещена благодарность организациям и труженикам села области за помощь в создании фильма.
- На 31-й минуте фильма Люся (Татьяна Аксюта) приглашает своего мужа Лёшу (Андрей Ташков) в кино: «Лёня, знаешь, какой фильм привезли? „Сыщик“!» Главную роль в приключенческом детективе «Сыщик» 1979 года также исполнил Андрей Ташков.